# Irakli Tskhadadze
Pas d'image ? Cliquez ici

a Compétitions nationales et continentales officielles uniquement.

b Matchs officiels uniquement.
Dernière mise à jour le 26 septembre 2023.
Irakli Tskhadadze (en géorgien : ირაკლი ცხადაძე), né le 1er août 1996 est un joueur géorgien de rugby à XV. Il joue en équipe de Géorgie et évolue au poste de troisième ligne aile.

## Biographie
Irakli Tskhadadze débute en championnat de Géorgie en 2014, à 18 ans, au sein du RC Armazi. 
En 2016, il est membre de l'équipe de Géorgie des moins de 20 ans qui participe pour la première fois de son histoire au Championnat du monde junior de rugby à XV. Il joue les cinq matchs de la Géorgie dans la compétition, étant titulaire à trois reprises, notamment face aux Baby Blacks ou lors de la victoire face à l'Italie qui assure son maintien dans l'élite à la Géorgie.
Lors de la compétition, il est repéré par l'Union Bordeaux Bègles, qui l'intègre à son équipe espoirs. Après deux saisons à Bordeaux, il quitte le club et rejoint les espoirs du CA Brive, avec qui il signe jusqu'en 2021, où il retrouve ses anciens équipiers de sélection, Otar Giorgadze et Vasil Lobzhanidze. Il lui faut attendre fin 2020 pour débuter avec l'équipe première en Top 14, à l'occasion d'un match contre le Montpellier Hérault rugby, où il se montre « [dynamique] ballon en mains » car une blessure au genou contracté en fin de saison 2018-2019, l'éloigne des terrains pour de longs mois.
Il obtient par la suite du temps de jeu en Challenge Cup, étant notamment titularisé face aux Zebre. Puis quelques mois plus tard, en mars 2021, il est appelé par la Géorgie pour disputer le championnat d'Europe 2021. Il obtient sa première sélection face au Portugal.
Sans club depuis juin 2021 et la fin de son contrat avec Brive, il s'engage, en août 2021, avec Soyaux Angoulême XV Charente pour une saison plus une autre en option et évoluera en Nationale pour la saison 2021-2022.

## Statistiques

### En sélection
| Année | Compétition          | Matchs | Points | Essais | Transf. | Drops | Pénal. |
| ----- | -------------------- | ------ | ------ | ------ | ------- | ----- | ------ |
| 2021  | Tests internationaux | 1      | 0      | 0      | 0       | 0     | 0      |
| 2021  | REC 2021             | 4      | 0      | 0      | 0       | 0     | 0      |
| Total | Total                | 5      | 0      | 0      | 0       | 0     | 0      |